# Gräfimattstand
Der Gräfimattstand ist ein 2048 m ü. M. hoher Berg in den Urner Alpen – nach SOIUSA Unterwaldner Voralpen – in der Schweiz. Er liegt auf dem Gebiet der Kantone Obwalden im Westen und Nidwalden im Osten auf dem Territorium der Gemeinden Kerns und Wolfenschiessen.
Der Berggipfel befindet sich knappe 100 Meter westlich der Kantonsgrenze auf Obwaldner Gebiet. Der Berg ist Teil des Grats, welcher vom Stanserhorn im Norden bis zum Graustock im Südosten verläuft und das Melchtal im Westen vom Tal der Engelberger Aa im Osten trennt. Unmittelbar nördlich des Gräfimattstand liegt der Gräfimattnollen (2034 m ü. M.) und etwa einen halben Kilometer südlich der höhere Schluchberg (2105 m ü. M.), der gewissermassen den Hauptgipfel der näheren Umgebung darstellt, obwohl auf diversen Karten nur der Gräfimattstand vermerkt ist. In der Nordwestflanke des Bergs liegt die namensgebende Kernser Alp Gräfimatt.
Von allen Richtungen führen Wanderwege auf den Berg, so etwa von Kerns oder den Alpen oberhalb von Dallenwil (Gummenalp) oder Wolfenschiessen (Oberalp, Bielen), wobei sich diese in Gipfelnähe etwas verlieren und daher eine Besteigung nicht ganz anspruchslos ist. So führen entlang des Grats auch der Obwaldner und Nidwaldner Höhenweg.

## Galerie

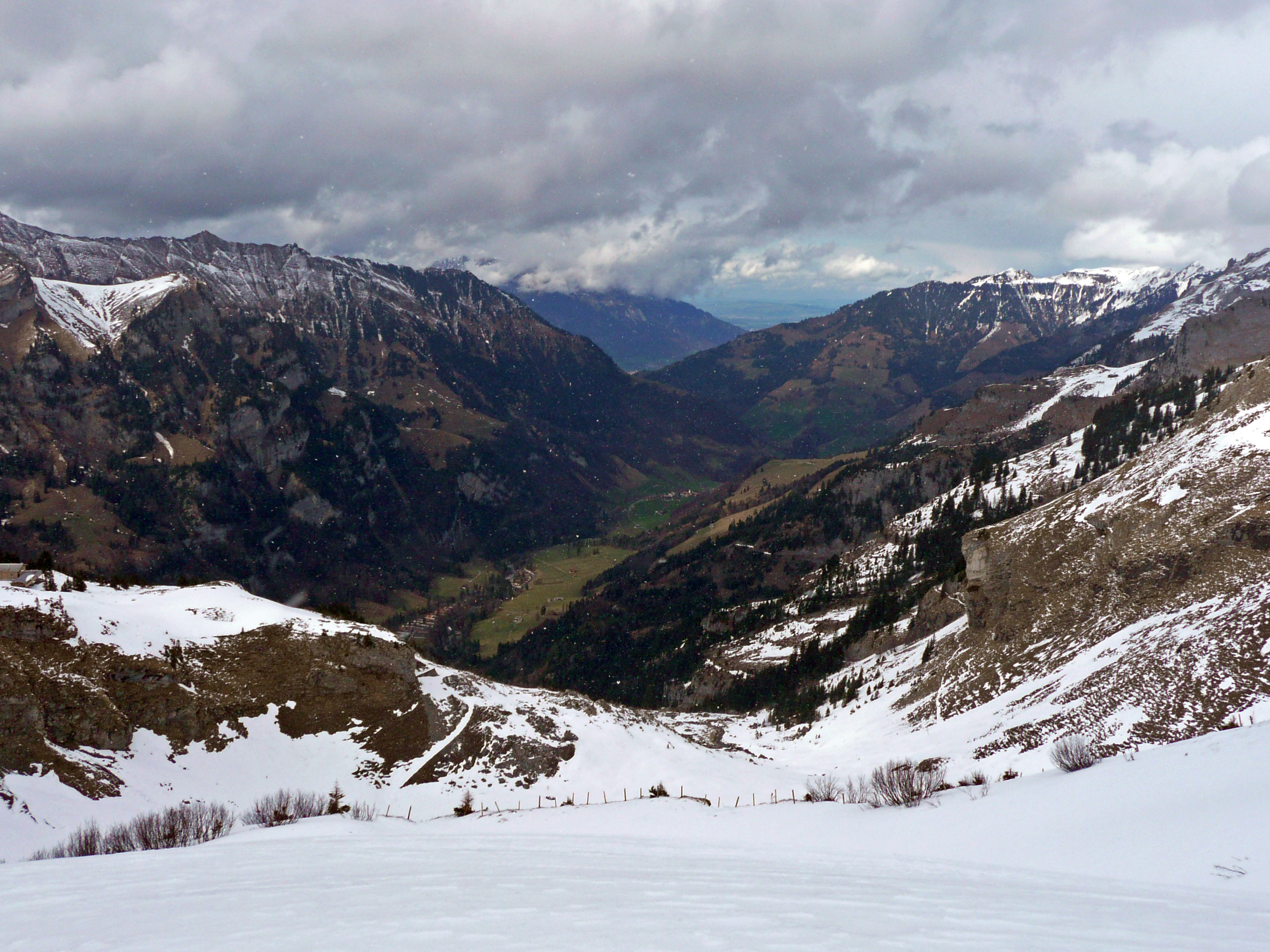
Gräfimattstand (rechts hinten) vom Bonistock (Süden) aus (annotiert)
Gräfimattstand (ganz rechts unten) und Gräfimattnollen (rechts unten), Luftbild 1919 (annotiert)

## Nachweise
1. 1 2 3  Gräfimattstand. In: Swisstopo. Abgerufen am 24. März 2020.
2. ↑  Auch Schluchiberg (Hugo Müller: Obwaldner Namenbuch. Sarnen 1952, S. 111) oder kurz der Schluchi (Albert Hug, Viktor Weibel: Nidwaldner Orts- und Flurnamen. Stans 2003, Bd. 3, Sp. 1844: «Der auf der Landeskarte notierte Name Schluchberg wird nicht verwendet.»)